# I. Jazíd omajjád kalifa
Jazíd ibn Muávija (arab betűkkel يزيد بن معاوية – Yazīd ibn Muʿāwīya; 645. július 23. – Damaszkusz, 683. november 11.) volt az iszlám hatodik kalifája (uralkodott 680. május 6-tól haláláig), egyben a 750-ig uralkodó Omajjád-dinasztia ún. Szufjánida ágának tagja. Ő volt az első kalifa, aki nem ismerte Mohamed prófétát, és az első, aki dinasztikus úton jutott hatalomra. Bár apja, I. Muávija nyomdokait követte az adminisztráció és a szíriai határ védelmének megerősítésével, elsősorban negatív megítélésű az utókor szemében.

## A trón megszerzése
Muávija előrelátóan még saját életében megeskette a mértékadó körök képviselőit, hogy utódjául kijelölt fiát, Jazídot hűen fogják szolgálni. Ez ugyan nem garantált semmit Muávija halála után, de az utódkijelölés mindenképp a dinasztikus elv előtérbe kerülését jelezte. Jazídot végül el is fogadták kalifának.

## Huszajn megölése
Amikor meghalt az Alit követő Muávija, az ellenfél támogatóinak tábora, az elsősorban iraki városokban (Baszra, Kúfa) tömörülő síiták üzenetet küldtek Ali hidzsázi visszavonultságban élő fiának, Huszajnnak, miszerint készek támogatni igényét a trónra. Huszajn, aki addig sem ismerte el Jazídot, népes családjával és kis kísérettel elindult, miután kémeivel ellenőrizte a kúfai helyzetet, ám az Omajjádokhoz hű iraki kormányzó tőrbe csalta, és az Eufrátesz partján, Kerbela közelében lemészároltatta csapatát (október 10. a keresztény naptár szerint, az iszlám holdnaptár alapján muharram 10.). Huszajn fejét Damaszkuszba küldték, ahol Jazíd eltemette.
A kerbelai csata igen jelentős lépés volt a síat Ali politikaiból vallási mozgalommá válásában, mert két fontos tényezőt teremtett meg hozzá: a mártírkultuszt és a hívek önmarcangoló bűnbánatát (az első bűnbánók, az ún. davvábok alapvetően azért, mert féltek segítséget nyújtani Huszajnnak és kis csapatának, pedig Kúfából megtehették volna).

## A pietisták
A rendkívüli kegyes muszlim Huszajn megölését és a kalifa puritanizmustól igencsak távol álló életmódját a medinai és mekkai pietisták is rossz szemmel nézték. Az ellenérzés hamarosan lázadásba csapott át Abdalláh ibn Umar, Omár kalifa fia, és az Ali által a teve-csatában levert Zubajr ibn al-Avvám gyermeke, a hűségesküt korábban megtagadó Abdalláh ibn az-Zubajr vezetésével. 683-ban megindultak a hidzsázi hadműveletek, melynek során Jazíd erői bevették Medinát, ám Mekka ostroma félbeszakadt, amikor megérkezett Jazíd halálhíre. Elhunytának pontos ideje ismeretlen, ahogy sírhelye is.

## Utódlás
Jazíd halálát követően tizenéves fia, II. Muávija foglalta el a trónt, de tovább folytatódott a Zubajr vezette felkelés, aki hamarosan ellenkalifaként lépett fel (ld. mekkai ellenkalifátus), elindítva a második fitnát. II. Muávija rövid ideig tartó uralkodása zárta a Szufjánidák sorát, ezt követően I. Marvánnal az Omajjádok ún. Marvánida ága került hatalomra és uralkodott 750-ig.

## Megítélése
A síiták egyértelműen negatív színben tüntetik fel Jazídot, aki szerintük iszákos és parázna volt, amellett elhanyagolta a vallást is. A síiták a mai napig megülik muharram 10-én az ásúra napját: ilyenkor Huszajn és társai legyilkolására emlékeznek felvonulásokkal, dalokkal és passiójátékkal, melyek során rendszerint gyalázzák Jazídot.
A szunniták körében sem egyöntetű a megítélése, ugyanis kicsapongó életmódja és a kegyes muszlim Huszajn, a próféta unokájának meggyilkolása sokakban visszatetszést kelt. Szunnita berkekben azonban sok esetben arra hivatkoznak felmentésképpen, hogy a kerbelai mészárlás az iraki kormányzó, Ubajd Alláh ibn Zijád magánakciója volt, amiről a kalifa nem tehetett. Esetleges pozitív megítélésében szerepet játszhat az is, hogy a jó uralkodónak tartott Muávijának nem kívánnak rossz döntést tulajdonítani az örökös kijelölésekor.

## Külső hivatkozások
- The Cambridge History of Islam, I/A kötet. Szerk.: P. M. Holt, Ann K. S. Lambton, Bernard Lewis.
- Lapidus, Ira M.: A History of Islamic societies. Cambridge University Press, 1988.